# Kani-Kéli
Kani-Kéli es una comuna francesa situada en el departamento y la región de Mayotte. 

## Geografía
La comuna se halla situada en suroeste de la isla de Mayotte y está formada por las villas de Kani-Kéli, Choungui, Kanibé, M'bouini, M'ronabéja y Passy-Kéli.

## Demografía
| Gráfica de evolución demográfica de Kani-Kéli entre 1985 y 2017 |
|                                                                 |

Fuente: Insee